# 나오미 노빅
나오미 노빅(영어: Naomi Novik, 1973년 ~ )은 미국의 소설가이다. 테메레르 시리즈와 네뷸러 장편소설상 수상작 《뿌리》(Uprooted)의 저자이다.

## 작가 소개
1973년 뉴욕 출생. 폴란드에서 미국으로 건너온 이민의 자녀로 태어나, 폴란드 동화와 바바 요가, 톨킨의 작품을 읽으며 어린 시절을 보냈다. 여섯 살 때 반지의 제왕을 읽고 난 후부터 판타지 문학에 심취했다. 나폴레옹 시대에 대해 남다른 역사적 관심을 갖고 있으며 패트릭 오브라이언과 제인 오스틴의 작품을 좋아한다. 브라운 대학에서 영문학을 공부하고 컬럼비아 대학에서 컴퓨터과학을 전공한 뒤, '네버윈터 나이츠: 언드렌타이드의 그림자(Neverwinter Nights: Shadows of Undrentide)'라는 컴퓨터 게임의 디자인 및 개발 작업에 참여했다. 캐나다 에드먼턴에서 잠시 겨울을 보내며 게임 작업을 하는 동안, 프로그래밍보다 글 쓰는 일이 더 하고 싶다는 것을 깨달았고, 뉴욕으로 돌아오자마자 소설을 쓰기 시작했다. 그렇게 해서 탄생한 나오미 노빅의 첫 소설이 바로 '테메레르-왕의 용'이다. 현재 나오미는 뉴욕의 자택에 컴퓨터 여섯 대를 들여놓고 남편과 함께 살고 있다. 자신이 운영하는 웹사이트 www.temeraire.org에도 간간히 글을 올리고 있다.

## 저작
| 연도 | 제목            | 원제                 | 비고                                     |
| ---- | --------------- | -------------------- | ---------------------------------------- |
| 2006 | 왕의 용         | His Majesty's Dragon | 영국에서 먼저 '테메레르' 제목으로 출간됨 |
| 2006 | 군주의 자리     | Throne of Jade       |                                          |
| 2006 | 흑색 화약 전쟁  | Black Powder War     |                                          |
| 2007 | 상아의 제국     | Empire of Ivory      |                                          |
| 2008 | 독수리의 승리   | Victory of Eagles    |                                          |
| 2010 | 큰바다뱀들의 땅 | Tongues of Serpents  |                                          |
| 2012 | 황금의 도시     | Crucible of Gold     |                                          |
| 2013 | 폭군들의 피     | Blood of Tyrants     |                                          |
| 2015 | 뿌리            | Uprooted             | 네뷸러 장편소설상 수상                   |
| 2016 | 용들의 연합     | League of Dragons    |                                          |